# Patek Philippe

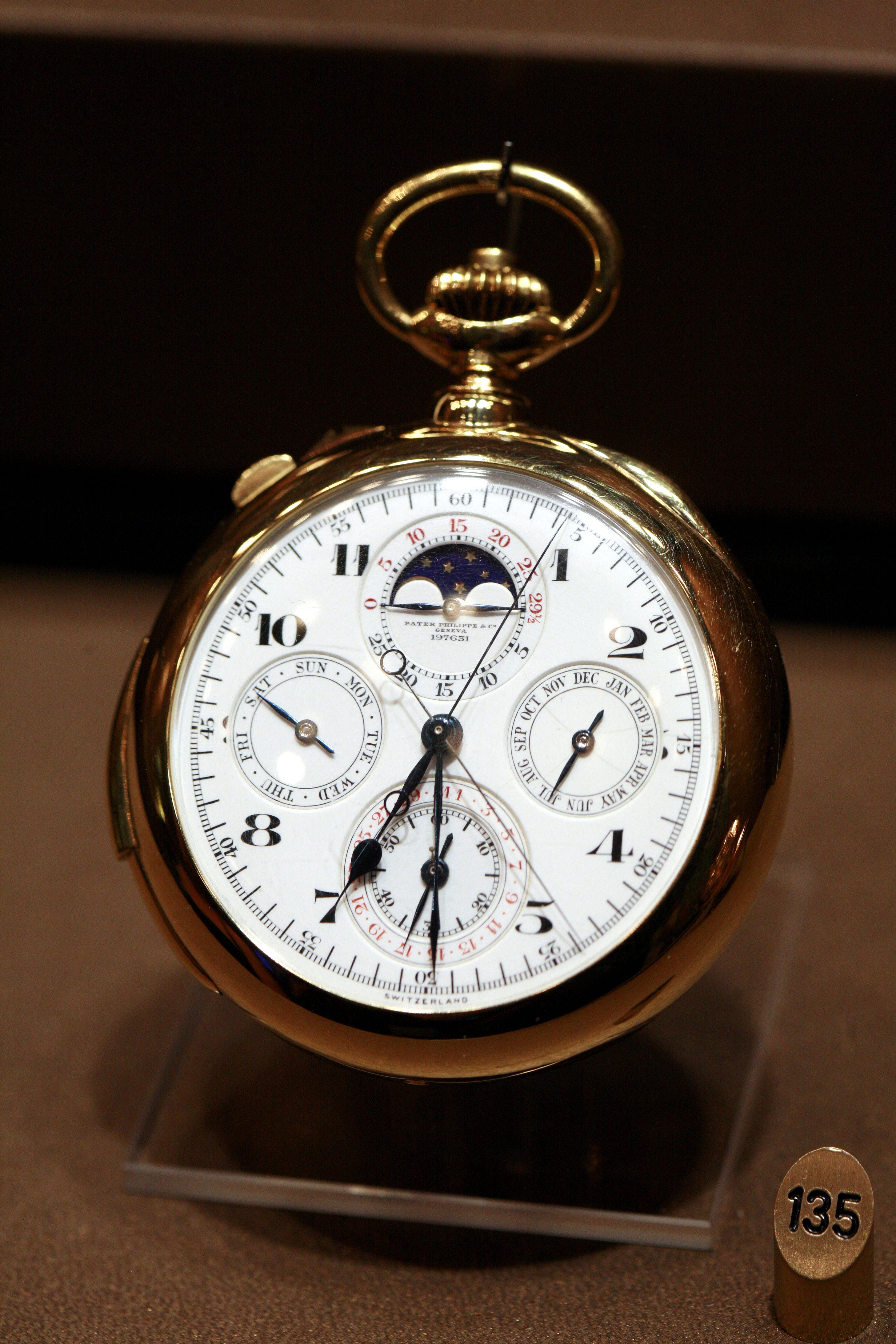
Kapesní hodinky PP

Patek Philippe je švýcarský výrobce luxusních a vysoce ceněných hodinek. Sídlo společnosti se nachází v Ženevě a pobočka je také ve městě Vallée de Joux. Firma patří do tzv. svaté trojice (Patek Philippe, Vacheron Constantin a Audemars Piguet).

## Historie
Historie firmy Patek Philippe (běžně zkracováno na PP) patří mezi nejdelší a nejzajímavější mezi hodinářskými firmami. Polský hodinář Antoni Norbert Patek začal vyrábět kapesní hodinky v Ženevě již v roce 1839 se svým českým společníkem Franciszkem Czapkem.  V roce 1844 se však Czapek rozhodl z firmy odejít, a tak se Patek spojil s francouzským hodinářem jménem Adrien Philippe - vynálezcem bezklíčového točivého mechanismu.
V roce 1868 společnost Patek Philippe vyrobila své první náramkové hodinky. Byly dělány pokusy s věčným kalendářem, chronografy, dělenými minutovými ručičkami atd.
Společnost vyráběla a dodnes vyrábí téměř výlučně mechanické hodinky, ale některé modely byly i quartzové - bateriové - model Ref. 3414. PP je také známa tím, že všechny díly pro své výrobky si vyrábí sama bez subdodavatelů.